# リーランド・イー

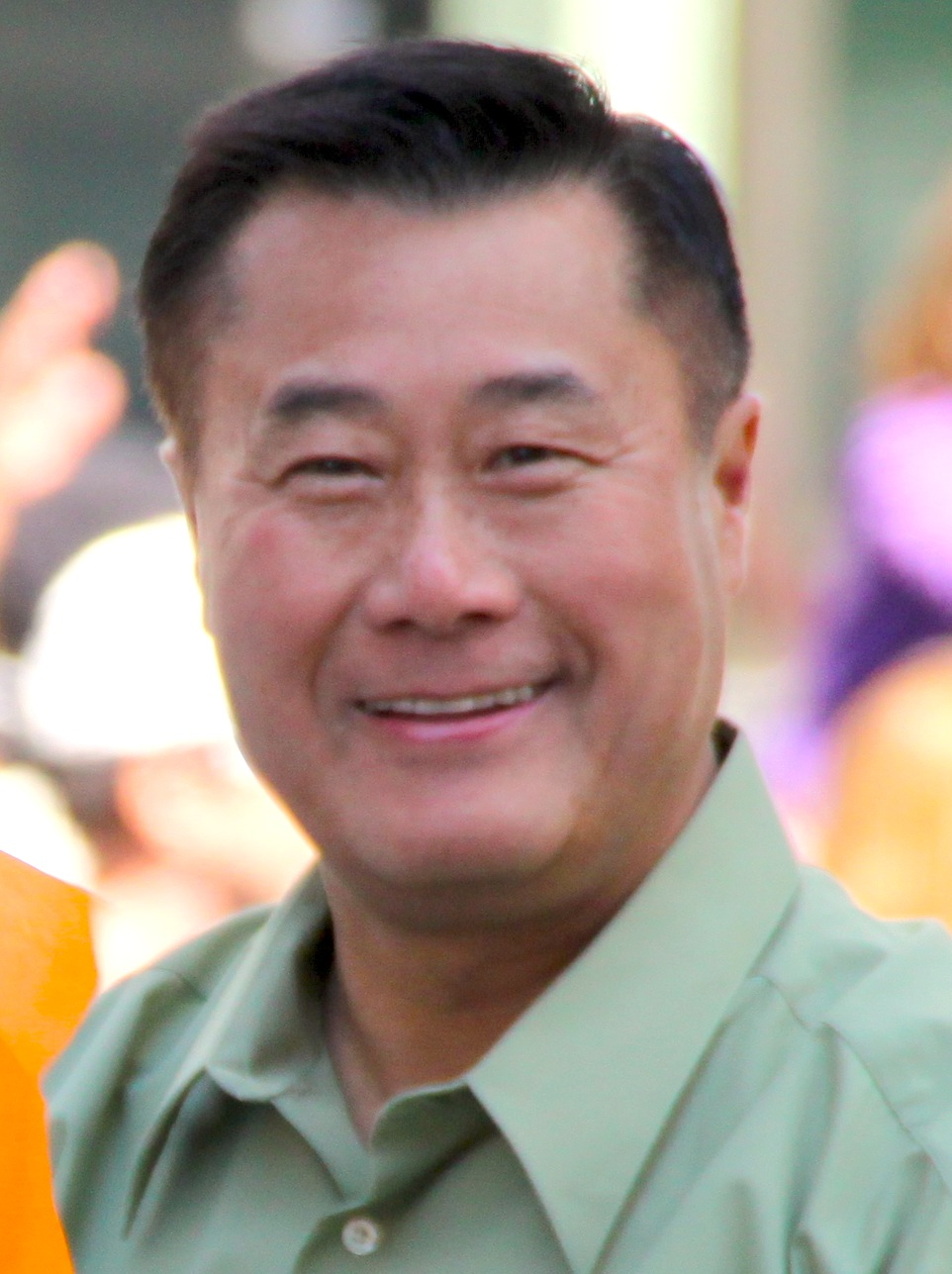
リーランド・イー

リーランド・イン・イー（Leland Yin Yee、余胤良、1948年11月20日 - ）は、アメリカ合衆国の政治家。民主党所属の元カリフォルニア州議会議員。
チャイナタウンのマフィアらと共謀し銃器密売や恐喝、贈賄を行なったとして2014年に逮捕された。

## 来歴
中華民国台山市の生まれであり、3歳でカリフォルニア州のサンフランシスコに移民してきた。カリフォルニア大学バークレー校などで児童心理学を学び哲学博士となり児童精神科医として働きながら、2006年に州議員として当選する。
熱心な銃規制論者であり、2012年にはケビン・デ・レオン議員(のちの上院議長)と共にAR-15のような自動小銃に、マガジンを容易に脱着できないようにする"Bullet button"と呼ばれる部品の着用などを義務づける「SB 249」を制定した。
また、暴力的なゲームの規制論者でもあり、2005年に登場人物を殺害したり、性的暴力を加えたりする場面を含むゲームを18歳未満の未成年者に販売したり、貸し出したりする業者に１件あたり最大1000ドルの罰金を科す「California Assembly Bills 1792 & 1793」を提出し可決された。その後ゲーム業界の訴えにより、この法律は2011年に合衆国憲法修正第1条に違反すると判断された。

## スキャンダル
2014年、イーはフィリピンの武装勢力(モロ・イスラム解放戦線)の関係者と人脈があることを活かし、武装勢力が保有する全自動射撃可能な突撃銃や榴弾発射砲といった銃器を中国系マフィア向けに密輸するという計画を主導したという件で逮捕された。
イーは選挙資金による多額の借金の返済に追い込まれ、中国系マフィアの構成員(正体は潜入していた連邦捜査局の捜査官)に接触し取引を行おうとしていた。これによりイーを含めた29人が逮捕され、逮捕された人物の中には、捜査官の潜入対象であった中国系マフィア「Ghee Kong Tong」のボス、レイモンド・チョウも含まれていた。
2016年、イーには武器密売と汚職事件により懲役5年の有罪判決が下り、妻の介護を理由に恩赦を求めるが却下された。フォートワース連邦刑務所(FCI Ft Worth)に収容され、2020年に釈放された。

## リンク
- Leland Y. Yee (Official California Senate Site)
- State Senate Campaign Site
- Leland Yee Political History
- San Mateo County Votes Tally Complete
- Coverage of the Sen. Leland Yee FBI investigation - San Francisco Chronicle